# 合江杜鹃
合江杜鹃（学名：Rhododendron hejiangense）为杜鹃花科杜鹃花属下的一个种。

## 扩展阅读
- 維基物種上的相關：合江杜鹃